# HD 80606 b
HD 80606 b とは、G型主系列星 HD 80606 の周囲を公転する太陽系外惑星である。エキセントリック・プラネットと呼ばれる楕円軌道を持つ惑星の中でも特に極端な軌道を持ち、恒星の周りを111日かけて一周する間に、恒星までの距離が0.03auから0.88auの間で変動する。また、トランジットを起こす惑星としても知られる。

## 性質

HD 80606 b の軌道。青が惑星、赤が中心の恒星を示している。

HD 80606 b は離心率0.9を超える潰れた楕円軌道で公転している。この離心率は太陽系では惑星よりも短周期彗星の軌道に近いものだが、HD 80606 b は木星の4倍の質量を持った巨大惑星である。
HD 80606 b がこのような軌道を持つ理由は明らかではないが、主星の HD 80606 が連星系に属しているため、その影響（古在メカニズム）で離心率が上昇したという説が立てられている。惑星のトランジットの観測（ロシター・マクローリン効果の測定）では、恒星の赤道面と惑星の軌道面が大きく食い違うことが示されており、古在メカニズムによる説明に根拠を与えている。
恒星から最も離れた地点で HD 80606 b が受ける日射量は地球における値と大差ないものだが、近点では地球の800倍に達する。惑星が恒星の背後を通過する現象（掩蔽、あるいは二次食）の観測からは、近星点付近で惑星の温度が6時間の間に500℃から1200℃にまで跳ね上がることが明らかにされている。
そして、HD 80606bは恒星に最も接近した時、音速の数十倍にも達する激しい嵐が発生することが観測されている。前述の通り、HD 80606bは恒星に最も接近した時の表面温度が500℃以上に達するため、111日毎に灼熱の大嵐が吹き荒れていることになる。